# Institut national de la biodiversité
 (novembre 2016).
Si vous disposez d'ouvrages ou d'articles de référence ou si vous connaissez des sites web de qualité traitant du thème abordé ici, merci de compléter l'article en donnant les références utiles à sa vérifiabilité et en les liant à la section « Notes et références ».
L’Instituto Nacional de Biodiversidad (INBio) est l'institut national pour la biodiversité et la conservation au Costa Rica. 
Créé à la fin des années 1980, et en dépit d'avoir un statut national, c’est une institution de gestion privée qui travaille en étroite collaboration avec divers organismes gouvernementaux, des universités, du secteur privé et d'autres entités publiques et privées à l'intérieur et à l'extérieur du pays. Les objectifs de l'institut sont de dresser un inventaire du patrimoine naturel du Costa Rica, de promouvoir la conservation et l'identification de composés chimiques et de matériel génétique présent dans les organismes vivants qui pourraient être utilisés par des industries telles que les industries pharmaceutiques, cosmétiques ou autres.
L'institut a une collection de plus de trois millions d'insectes représentant des dizaines de milliers d'espèces toutes enregistrées dans Atta, une base de données informatique qui contient toutes les données telles que l'emplacement exact (y compris les coordonnées GPS), la date de collecte, nom du collecteur et la méthode de collection.
En raison de l'imminente situation d'insolvabilité en mars 2015, la collection et la base de données de biodiversité de l'INBio seront prises en charge par l'État (et retournées au musée d'histoire naturelle, dont une grande partie a été prise quand INBio a été fondée), et son parc d’attraction converti au fonctionnement du gouvernement. INBio va aller de l'avant comme un « think tank » de type institut avec l'argent recueilli de transfert de la plupart de ses actifs au gouvernement.

## Historique
À la fin des années 1980 il s’est manifesté au Costa Rica la nécessité de créer une instance nationale pour  la recherche de la connaissance de la diversité biologique du pays. Ainsi, le décret exécutif no 19153, du 5 juin 1989, établit la commission de planification de l’Institut national de la biodiversité, intègre des représentants de diverses institutions gouvernementales, entités d'éducation supérieure et des organisations conservatrices non gouvernementales.
Cette commission recommande au gouvernement de la république la création d’un institut de biodiversité d’État qui jouira d’un haut grade d’autonomie.  Cependant, face aux difficultés politiques que cela supposait et la faible fiabilité de la demande, le gouvernement s’est vu dans l’impossibilité de le mettre en pratique. Devant cette situation les membres de la commission ont opté pour créer eux-mêmes l’idée et ont créé une association privée à but non lucratif.
L’initiative a reçu les félicitations du gouvernement qui a appuyé à partir de ce moment les activités de l'institution puis a commencé un intense processus de recherche de sources de financement. En plus d'un prêt pour un montant d'environ 80 millions de colónes, l'institution naissante a également reçu des fonds de l'Agence suédoise de coopération (SIDA), et une généreuse subvention de la Fondation MacArthur des États-Unis pour soutenir son développement.
Le 26 octobre de cette année, un petit groupe de personnes se sont rassemblées dans une entrepôt en cours de rénovation, situé dans un terrain à Santo Domingo de Heredia, pour célébrer l'octroi du statut juridique à l'Association nationale de l'Institut de la biodiversité. INBio était né.